# Empoasca insularis
Empoasca insularis är en insektsart som beskrevs av Paul W. Oman 1936. Empoasca insularis ingår i släktet Empoasca och familjen dvärgstritar. Inga underarter finns listade i Catalogue of Life.